# Umm ar-Rizam
Umm ar-Rizam (arab. أم الرزم) – miasto w północno-wschodniej Libii, w gminie Darna, zlokalizowane w odległości 48 km na południe od miasta Darna, przy drodze Darna–At-Timimi. W 2006 roku zamieszkiwało je ok. 12 tys. mieszkańców.